# 38 Pułk Armat Polowych (austro-węgierski)
Pułk Armat Polowych Nr 38 (FKR. 38) – pułk artylerii polowej cesarskiej i królewskiej Armii.
W 1914 roku pułk stacjonował w Osijeku (niem. Esseg) na terytorium 13 Korpusu, który był jego okręgiem uzupełnień.
Pułk wchodził w skład 13 Brygady Artylerii Polowej, a pod względem taktycznym był podporządkowany komendantowi 7 Dywizji Piechoty.
Swoje święto pułk obchodził 19 września w rocznicę zajęcia miasta Bihać w 1878 roku.

## Komendanci pułku
- płk Wilhelm Soppe (1914[1])